# Monmouth, Illinois
Monmouth är en stad (city) i Warren County, i delstaten Illinois, USA. Enligt United States Census Bureau har staden en folkmängd på 9 500 invånare (2011) och en landarea på 10,9 km². Monmouth är huvudort i Warren County.